# Flushing Meadow Challenger
Il Flushing Meadow Challenger è stato un torneo professionistico di tennis giocato su campi in cemento. Faceva parte dell'ATP Challenger Series. Si è giocata una sola edizione, a Flushing Meadow negli Stati Uniti.

## Albo d'oro

### Singolare
| Anno | Campione       | Finalista | Punteggio |
| ---- | -------------- | --------- | --------- |
| 1997 | Gianluca Pozzi | Tommy Ho  | 6–1, 6–4  |

### Doppio
| Anno | Campioni                  | Finalisti                | Punteggio |
| ---- | ------------------------- | ------------------------ | --------- |
| 1997 | Geoff Grant Mark Merklein | Michael Joyce David Witt | 6–1, 6–4  |